# Kelly Deguchi
Kelly Taylor Deguchi (13 de febrero de 1999) es una deportista canadiense que compite en judo. Ganó tres medallas de bronce en el Campeonato Panamericano de Judo entre los años 2021 y 2024.

## Palmarés internacional
| Campeonato Panamericano | Campeonato Panamericano | Campeonato Panamericano | Campeonato Panamericano |
| Año                     | Lugar                   | Medalla                 | Categoría               |
| ----------------------- | ----------------------- | ----------------------- | ----------------------- |
| 2021                    | Guadalajara (México)    | Medalla de bronce       | –57 kg                  |
| 2022                    | Lima (Perú)             | Medalla de bronce       | –52 kg                  |
| 2024                    | Río de Janeiro (Brasil) | Medalla de bronce       | –52 kg                  |